# Neuillé
Neuillé település Franciaországban, Maine-et-Loire megyében. Lakosainak száma 1011 fő (2022. január 1.). Neuillé Allonnes, Blou, La Breille-les-Pins, Vernantes és Vivy községekkel határos.

## Népesség
A település népességének változása:
| Lakosok száma | 633  | 721  | 860  | 872  | 988  | 995  | 992  | 991  | 988  | 1011 |
|               | 1968 | 1982 | 1990 | 2006 | 2013 | 2015 | 2017 | 2019 | 2020 | 2022 |